# Alvaro Bomilcar
Pour les articles homonymes, voir Bomilcar (homonymie).
Alvaro Bomilcar da Cunha (né à Crato (Brésil) le 14 avril 1874 - mort le 12 septembre 1957) est un écrivain brésilien du début du XXe siècle.
Avec toute une génération d'écrivains de son époque, Alvaro Bomilcar a été parmi les premiers à défendre des positions antiracistes au Brésil, au côté d'Alberto Torres (en), Gilberto Amado (pt), Manuel Bomfim (pt).